# Halodule pinifolia
Halodule pinifolia är en enhjärtbladig växtart som först beskrevs av Shigeru Miki, och fick sitt nu gällande namn av Cornelis den Hartog. Halodule pinifolia ingår i släktet Halodule och familjen Cymodoceaceae. IUCN kategoriserar arten globalt som livskraftig. Inga underarter finns listade.